# Thomas Hearne

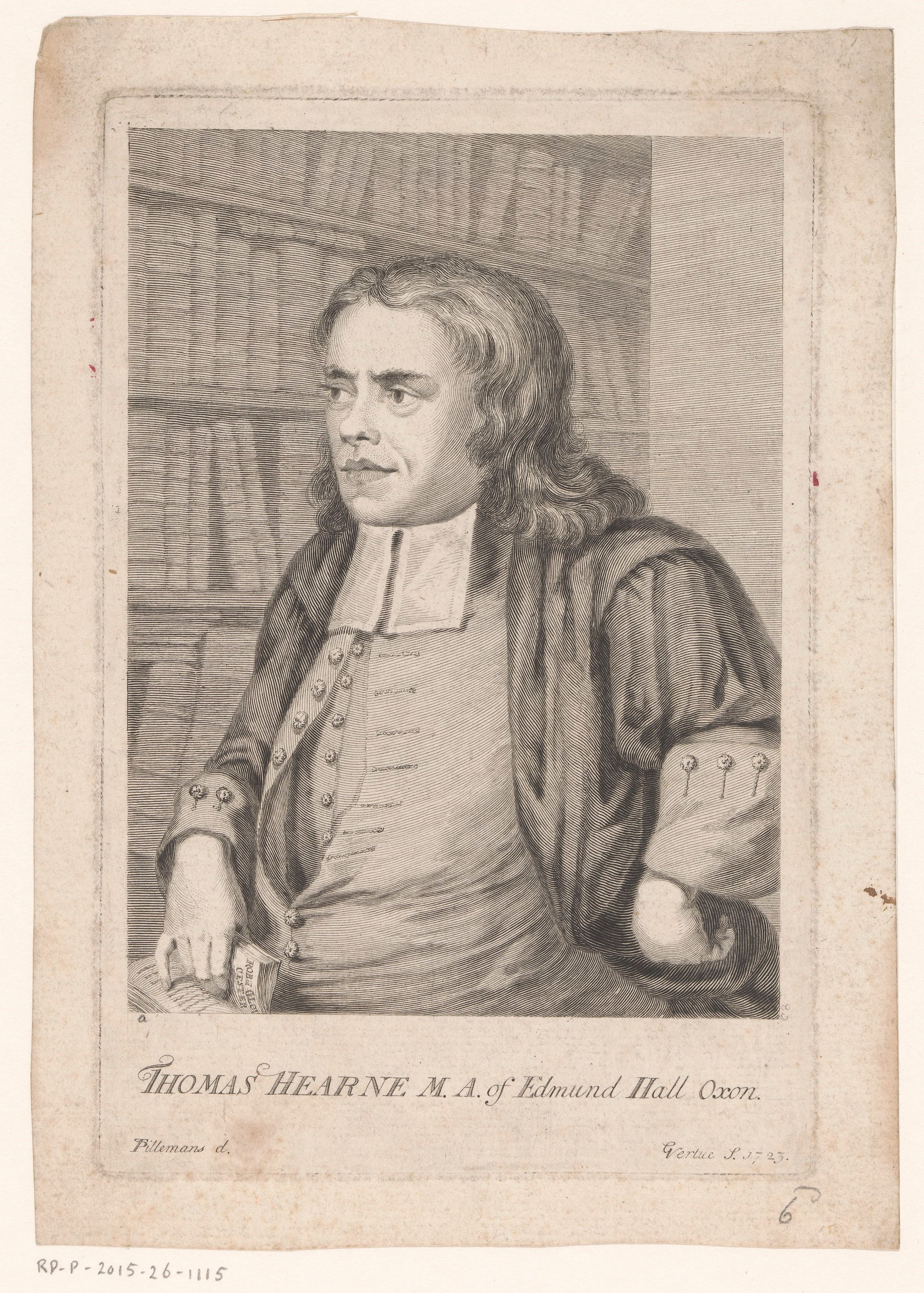
Thomas Hearne (von George Vertue nach einem Entwurf von Peter Tillemans)

Thomas Hearne (* 1678 in Little Field Green (Berkshire); † 10. Juni 1735 in Oxford) war ein britischer Antiquar, der vor allem durch seine Tagebücher bekannt wurde.

## Leben
Thomas Hearne war der zweite Sohn des Küsters und Schulmeisters George Hearne und dessen Ehefrau Edith. Er wurde 1678 geboren und am 11. Juli desselben Jahres getauft. John Aikin nimmt in seiner General Biography jedoch 1680 als Geburtsdatum an. Durch sein frühes Interesse an der Wissenschaft gewann Hearne die Freundschaft des Gutsherrn Francis Cherry (bei Aikin heißt der Wohltäter Charny), eines Jakobiten und Non-Juror, der im nahegelegenen Shottesbrooke wohnte. Wohl auf Veranlassung Cherrys besuchte Hearne ab 1692 die öffentliche Grammar School in Bray (Berkshire). Zusätzlich gab ihm Cherry zunächst Privatunterricht in Klassischer Philologie und trat diese Aufgabe 1694 an seinen Freund Henry Dodwell ab. 1695 nahm Cherry den 17-jährigen Hearne vorübergehend zu sich. Am 5. Dezember desselben Jahres immatrikulierte sich Hearne an der St Edmund Hall, wohin er im Folgejahr auch übersiedelte. An der University of Oxford studierte Hearne Geographie und Klassische Philologie. Noch vor seinem Studienabschluss im Jahr 1703 fertigte Hearne Transkriptionen für Dodwell, John Mill und Johannes Ernst Grabe an.

### Tätigkeit an der Bodleian Library
Im Jahr 1701 wurde Hearne, ein regelmäßiger Besucher der Bodleian Library, von John Hudson, dem damals neu ernannten Bodley’s Librarian, als Assistent an der Bibliothek angestellt. Zunächst war es Hearnes Aufgabe, den von Thomas Hyde erstellten Katalog der gedruckten Bücher aus dem Jahr 1674 zu revidieren und mit einem ergänzenden Anhang herauszugeben. Hudson gab den Plan jedoch bald wieder auf und der Katalog geriet in Vergessenheit, bis Robert Fysher Teile davon in seinem 1738 erschienenen Katalog der Bodleian Library wiederverwendete, allerdings ohne auf Hearnes Urheberschaft zu verweisen.
Die Zusammenarbeit von Hudson und Hearne, der 1712 zum stellvertretenden Leiter der Bibliothek ernannt wurde, brachte viele Publikationen hervor, darunter Neuausgaben von lateinischer Literatur und eine Edition des Briefwechsels zwischen Thomas Bodley und Thomas James. In der Vorrede zu letzterer ruft Hearne die Leser dazu auf, der Bodleian Library Bücher zu schenken oder testamentarisch zu vermachen. Die Dringlichkeit, mit der er dies tut, legt laut Ernst Gustav Vogel nahe, dass die 1695 aufgehobene Pflichtexemplar-Regelung zu diesem Zeitpunkt noch nicht wieder aktiv war.
In den Jahren um 1710 übernahm Hearne auch öfters Rechercheaufträge, beispielsweise für Jeremy Collier, Hilkiah Bedford und Francis Atterbury. Auch die 1709 erschienene Ausgabe der Ignatiusbriefe, für die Hearne auch das Lektorat übernahm, und die Homer-Ausgabe von Joshua Barnes greifen auf Hearnes Recherchen zurück.

### Politische und religiöse Konflikte mit Vorgesetzten
Wegen seiner Überzeugungen als Non-Juror lehnte Hearne in seiner akademischen Karriere alle Positionen ab, die das Schwören des Treueeides auf George I. erfordert hätten. Nachdem ihm sein Vorgesetzter Hudson abgeraten hatte, die Stelle als Kaplan des Corpus Christi College anzunehmen, wurde Hearne 1709 zum Beadle of Divinity ernannt und trat die Position an seinen Freund Edward Lhuyd ab, der jedoch noch im selben Jahr verstarb. 1719 schlug Hearne auch die Beförderung zum Bodley’s Librarian aus.
Als Henry Dodwell im Jahr 1710 das Ende des Schismas verkündete und viele Non-Juroren, darunter auch Francis Cherry, zur Church of England zurückkehrten, schloss sich Hearne der Gruppe um George Hickes an, die weiterhin den Eid verweigerte. Diese Entscheidung stieß auf Unverständnis und oft deutlich artikulierte Ablehnung innerhalb der Bodleian Library, aber auch vonseiten des University College und der Oxford University Press. Mit zunehmendem Alter begann Hearne, seine Ansichten als Non-Juror mit Angriffen gegen Zeitgenossen zu verbinden und seinen Publikationen beizufügen. Dies führte letztlich dazu, dass die geplante Neuauflage von Dodwells De parma equestri Woodwardiana dissertatio unterdrückt wurde, da Hearne für den Anhang einige polemische Seitenhiebe auf Dodwell vorgesehen hatte.
Trotz der immer heftigeren Kontroversen mit seinen Vorgesetzten erhielt Hearne im Jahr 1715 die Position des Architypographen und des Beadle of Civil Law, wobei ihm allerdings ein Assistent zur Seite gestellt wurde. Auf Initiative von John Hudson, zu dem er ebenfalls eine immer schlechtere Beziehung hatte, gab Hearne dieses Amt jedoch bald wieder auf. Da sich er weigerte, seine Stellung als stellvertretender Leiter der Bodleian Library aufzugeben, ließ Hudson schließlich die Schlösser an der Bibliothekstür auswechseln, sodass Hearne mit seinen Schlüsseln keinen Zutritt mehr hatte.
Hearnes Vorwort zu seiner geplanten Neuausgabe von William Camdens Annals erregte aufgrund seiner katholisch anmutenden Tendenzen Anstoß bei der Oxford University Press, weshalb der Druck des gesamten Werks abgesagt wurde. Hearne wurde vor das Rektorat berufen und musste sich dort für seine Schrift verantworten. Zu Hearnes prominenten Unterstützern zählte der Arzt Richard Mead, der sich im Gegensatz zu Hearnes vielen Tory-Freunden als Whig verstand, und Arthur Gore, der 3. Earl of Arran, der Hearne letztlich eine Publikationserlaubnis verschaffte. Diese nutzte der Bibliothekar im Ruhestand für weitere Neuauflagen von Werken, die aufgrund der Herkunft oder Religion ihrer Autoren von der Oxford University Press als unpassend beurteilt wurden. Beispielsweise gab Hearne gemeinsam mit Thomas Ruddiman die schottische Chronik von John Fordun heraus, der darin die Unabhängigkeit Schottlands von England in Erwägung zieht. Hearne verzichtete jedoch darauf, die Fortsetzung von Walter Bower beizufügen, da dies aufgrund von Bowers offener Befürwortung eines unabhängigen Schottlands politisch wohl zu riskant gewesen wäre.
In späteren Jahren beschäftigte sich Hearne viel mit der Geschichte der Glastonbury Abbey, wobei er sich zu großen Teilen auf die Chronik des katholischen Antiquars Charles Eyston stützte, die er neu herausgab.

### Tod und Fortleben
Alle Versuche, Hearne völlig aus Oxford zu vertreiben, blieben erfolglos und er blieb bis zu seinem Tod in seiner Wohnung in der St Edmunds Hall. Vermutlich aufgrund eines Magenkarzinoms verstarb Hearne am 10. Juni 1735 in seiner Wohnung und wurde vier Tage später am Friedhof der Kirche St Peter-in-the-East begraben.
Hearnes streitbarer Charakter lieferte Anlass zu zahlreichen Satiren auf seine Person. Er findet nicht nur in The Dunciad von Alexander Pope Erwähnung, sondern veranlasste auch Edmund Curll zur Veröffentlichung der Impartial memorials of the life and writings of Thomas Hearne (1836). Im Gegensatz zu den großteils negativen Berichten über Hearnes Persönlichkeit wurde seine wissenschaftliche Tätigkeit zumeist gelobt, etwa von Philip Bliss und William Dunn Macray.

## Schriften (Auswahl)

### Als Herausgeber
- Thomas Bodley, Thomas James: Reliquiæ Bodleianæ. Or some genuine remains of Sir Thomas Bodley. London: John Hartley 1703.
- Plinius der Jüngere: Epistolae et Panegyricus. Cum variis lectionibus et annotationibus. Oxford: West 1703.
- Eutropius: Breviarium historiæ Romanæ. Cum Pæanii metaphrasi Græca. Oxford: Sheldon 1703.
- Abbé de Vallemont: Ductor historicus. Or, a short system of universal history, and an introduction to the study of it. The second edition, very much augmented and improv'd. London: Timothy Childe 1704–1705.
- Marcus Iunianus Iustinus: Historiarum ex Trogo Pompeio. Oxford: Sheldon 1705.
- Titus Livius: Patavini Historiarum ab urbe condita libri qui supersunt. Oxford: Sheldon 1708.
- John Spelman: The Life of Aelfred the Great [...] from the original manuscript in the Bodleian Library. With considerable additions, and several historical remarks by the publisher. Oxford: At the Theater 1709.
- William of Newburgh: Historia sive Chronica rerum Anglicarum. Oxford: Sheldon 1719.

### Als Autor
- A Collection of Curious Discourses. Oxford: 1720.
- A letter containing an account of some antiquities between Windsor and Oxford. Oxford: 1769.
- Remarks and collections. Oxford: Clarendon Press (Posthum in elf Bänden zwischen 1885 und 1921 erschienen).